# Лесневен (кантон)
Лесневен (фр. Lesneven) — кантон во Франции, находится в регионе Бретань, департамент Финистер. Входит в состав округа Брест.

## История
До 2015 года в состав кантона входили коммуны Бриньонган-Плаж, Гульван, Керлуан, Кернуэ, Ла-Фолгоэ, Лесневен, Плуданьель, Плуидер, Плунеур-Тре, Сен-Меан, Сен-Фреган и Трегарантек.
В результате реформы 2015 года состав кантона был изменен: в него вошли четыре коммуны кантона Плабеннек и две коммуны упраздненного кантона Ланилис.
1 января 2017 года состав кантона снова изменился: коммуны Бриньонган-Плаж и Плунеур-Тре образовали новую коммуну Плунеур-Бриньонган-Плаж.

## Состав кантона с 1 января 2017 года
В состав кантона входят коммуны (население по данным Национального института статистики за 2019 г.):
- Гисени (1 991 чел.)
- Гульвен (447 чел.)
- Керлуан (2 097 чел.)
- Кернилис (1 422 чел.)
- Кернуэс (665 чел.)
- Ла-Фольгоэт (3 215 чел.)
- Ланарвили (414 чел.)
- Ле-Дреннек (1 877 чел.)
- Лесневен (7 322 чел.)
- Лок-Бревалер (207 чел.)
- Плугерно (6 640 чел.)
- Плуданьель (3 737 чел.)
- Плуидер (1 838 чел.)
- Плунеур-Бриньонган-Плаж (1 912 чел.)
- Сен-Меэн (926 чел.)
- Сен-Фреган (846 чел.)
- Трегарантек (611 чел.)

## Политика
На президентских выборах 2022 г. жители кантона отдали в 1-м туре Эмманюэлю Макрону 35,0 % голосов против 21,6 % у Марин Ле Пен и 17,4 % у Жана-Люка Меланшона; во 2-м туре в кантоне победил Макрон, получивший 66,3 % голосов. (2017 год. 1 тур: Эмманюэль Макрон – 27,9 %, Франсуа Фийон – 21,4 %, Жан-Люк Меланшон – 16,8 %, Марин Ле Пен – 15,2 %; 2 тур: Макрон – 75,4 %. 2012 год. 1 тур: Николя Саркози — 29,6 %, Франсуа Олланд — 29,5 %, Марин Ле Пен — 13,0 %; 2 тур: Олланд — 51,5 %).
С 2015 года кантон в Совете департамента Финистер представляют мэр коммуны Плунеур-Бриньонган-Плаж Паскаль Гулауик (Pascal Goulaouic) и член совета коммуны Плугерно Леди Ле Ир (Lédie Le Hir) (оба — Разные правые).
|                | Кандидаты                             | Партия                   | Первый тур | Первый тур     | Второй тур | Второй тур |
| Кол-во голосов | Кандидаты                             | Партия                   | % голосов  | Кол-во голосов | % голосов  |            |
| -------------- | ------------------------------------- | ------------------------ | ---------- | -------------- | ---------- | ---------- |
|                | Паскаль Гулауик Леди Ле Ир            | Правоцентристский блок   | 4 490      | 46,11          | 5 586      | 57,94      |
|                | Мари Буссо Николя Кермаррек           | Разные левые             | 2 662      | 27,34          | 4 055      | 42,06      |
|                | Бернар Бон Янник Жюгларе              | Прочие                   | 1 374      | 14,11          |            |            |
|                | Флориан Маготто Сесилия Потен Кервран | Национальное объединение | 1 211      | 12,44          |            |            |

|                | Кандидаты                      | Партия                  | Первый тур | Первый тур     | Второй тур | Второй тур |
| Кол-во голосов | Кандидаты                      | Партия                  | % голосов  | Кол-во голосов | % голосов  |            |
| -------------- | ------------------------------ | ----------------------- | ---------- | -------------- | ---------- | ---------- |
|                | Паскаль Гулауик Леди Ле Ир     | Правый блок             | 5 748      | 41,47          | 7 406      | 57,93      |
|                | Клоди Балькон Жан-Поль Ле Галь | Социалистическая партия | 4 328      | 31,23          | 5 378      | 42,07      |
|                | Анник Брюса Эрик Дешам         | Национальный фронт      | 2 495      | 18,00          |            |            |
|                | Кристель Тома Эрван Шаплен     | Европа Экология Зелёные | 1 288      | 9,29           |            |            |